# Highlander: The Raven
Highlander: The Raven é  uma série de televisão de ficção científica e drama, é um spin-off do seriado “Highlander: The Series”, continuando a saga dos Imortais. A série prosseguia com a personagem Amanda, uma Imortal que tinha um papel esporádico na série anterior.
Este novo espetáculo tinha uma ação mais contemporânea e romântica com a introdução de uma fêmea Imortal. O seriado foi filmado em Toronto, Ontário, Canadá e também em Paris, França e foi produzida pela Gaumont Télévision e Fireworks Media, em associação com Davis-Panzer Productions, direção de Dennis Berry e músicas de Axel Belohoubek.

## Sinopse
No episódio piloto, a ladra Amanda conhece Nick Wolfe, um policial que está investigando uma série de roubos. Durante o decorrer do curso da investigação, Amanda é confrontada para ser assassinada por um policial do departamento de Nick, mas a parceira de Nick chamada Claudia Hoffman sacrifica sua própria vida para poupar a de Amanda.
Durante este momento, Nick descobre a imortalidade de Amanda, mas a morte de Claudia tem um efeito profundo em Amanda ao longo da série. Com a ajuda do próprio Nick, ela tenta mudar e tornar-se uma boa pessoa, assim como vai descobrindo muitas coisas do passado e descobre que ela causou a morte de um batalhão de soldados durante a Primeira Guerra Mundial.
No episódio final, Nick inala um veneno mortal e tem somente 24 horas de vida. Para poupar Nick, Amanda apanha o revólver e atira nele, mas ele desperta alguns segundos depois, descobrindo assim que ele também é um Imortal. A razão de Amanda atirar era para que a imortalidade de Nick pudesse ser ativada pelo choque de uma morte violenta.
O espetáculo foi apresentado nos Estados Unidos pela USA Network, entre 26 de setembro de 1998 a 17 de maio de 1999, num total de 22 episódios, de aproximadamente 45 minutos cada e no Brasil através da televisão a cabo Fox e também pela AXN.

## Elenco
Paul Johansson como Nick Wolfe
Elizabeth Gracen como Amanda
Patrícia Cage como Lucy

## Episódios
Primeira Temporada
- 1 - Reborn
- 2 - Full Disclosure
- 3 - Bloodlines
- 4 - Immunity
- 5 - So Shall Ye Reap
- 6 - Birthright
- 7 - Crime and Punishment
- 8 - The Unknown Soldier
- 9 - Cloak and Dagger
- 10 - Passion Play
- 11 - The Devil You Know
- 12 - A Matter of Time (1)
- 13 - The French Connection (2)
- 14 - The Rogue
- 15 - Inferno
- 16 - The Frame
- 17 - Love and Death
- 18 - Thick as Thieves
- 19 - The Manipulator
- 20 - The Ex-Files
- 21 - War and Peace
- 22 - Dead on Arrival